# Jämsänjoki
Der Jämsänjoki ist ein Fluss in der finnischen Landschaft Mittelfinnland.
Er bildet den Abfluss des Sees Kankarisvesi. Auf seiner etwa 15 km langen Fließstrecke in südlicher Richtung passiert er die Städte Jämsänkoski und Jämsä, bevor er von Nordwesten kommend in den Päijänne mündet. Das Einzugsgebiet des Jämsänjoki umfasst 1448,3 km². In diesem liegen eine Reihe von Seen wie Ylä-Kintaus, Ala-Kintaus, Jämsänvesi, Petäjävesi und Iso Rautavesi. Auch der kreisrunde Impaktkratersee Karikkoselkä liegt im Einzugsgebiet des Jämsänjoki. Einschließlich Quellflüssen erreicht die Gesamtlänge des Flusssystems etwa 100 km.
Im Einzugsgebiet des Jämsänjoki liegen zahlreiche Torfmoore, die für die Braunfärbung des Wassers verantwortlich sind.